# ريان غوميز
ريان غوميز (بالإنجليزية: Ryan Gomes)‏ مواليد 1 سبتمبر 1982 في واتربوري، هو لاعب كرة سلة أمريكي بدأ مسيرته الاحترافية في سنة 2005 حيث تم اختياره من قبل فريق بوسطن سيلتكس خلال الدرافت ويحمل الرقم 33. يبلغ طوله 6 قدم 7 بوصة (2.0 م).

## فرق لعب لها
- بوسطن سيلتكس
- مينيسيوتا تيمبر وولفز
- لوس أنجلوس كليبرز
- أرتلاند دراغونز
- أوكلاهوما سيتي ثاندر
- ساسكي باسكونيا

## إحصائيات المسيرة

### الموسم الاعتيادي
| السنة   | الفريق                | لعب | بدأ | دقيقة | ميداني% | ثلاثية | حرة  | ارتداد | صنع | استلاب | تصدي | نقطة |
| ------- | --------------------- | --- | --- | ----- | ------- | ------ | ---- | ------ | --- | ------ | ---- | ---- |
| 2005–06 | بوسطن سيلتكس          | 61  | 33  | 22.6  | .487    | .333   | .752 | 4.9    | 1.0 | .6     | .1   | 7.6  |
| 2006–07 | بوسطن سيلتكس          | 73  | 60  | 31.2  | .467    | .381   | .811 | 5.6    | 1.6 | .7     | .2   | 12.1 |
| 2007–08 | مينيسيوتا تيمبر وولفز | 82  | 74  | 29.7  | .457    | .330   | .830 | 5.8    | 1.8 | .8     | .1   | 12.6 |
| 2008–09 | مينيسيوتا تيمبر وولفز | 82  | 76  | 31.9  | .431    | .372   | .807 | 4.8    | 1.6 | .8     | .3   | 13.3 |
| 2009–10 | مينيسيوتا تيمبر وولفز | 76  | 64  | 29.1  | .447    | .372   | .825 | 4.6    | 1.6 | .8     | .2   | 10.9 |
| 2010–11 | لوس أنجلوس كليبرز     | 76  | 62  | 27.6  | .410    | .341   | .718 | 3.3    | 1.6 | .8     | .2   | 7.2  |
| 2011–12 | لوس أنجلوس كليبرز     | 32  | 2   | 13.3  | .326    | .138   | .727 | 1.9    | .4  | .5     | .0   | 2.3  |
| 2013–14 | أوكلاهوما سيتي ثاندر  | 5   | 0   | 6.8   | .375    | .000   | .000 | .8     | .2  | .0     | .0   | 1.2  |
| المسيرة |                       | 482 | 371 | 27.9  | .445    | .350   | .799 | 4.6    | 1.5 | .7     | .2   | 10.2 |

## روابط خارجية
- ريان غوميز على موقع الدوري الأوروبي لكرة السلة (الإنجليزية)
- ريان غوميز على موقع إن بي أي (الإنجليزية)
- ريان غوميز على موقع سبورتس رفرنس (الإنجليزية)
- ريان غوميز على موقع الدوري الإسباني لكرة السلة (الإسبانية)
- ريان غوميز على موقع كرة السلة الأوروبية.كوم (الإنجليزية)
- ريان غوميز على موقع إي إس بي إن.كوم (الإنجليزية)
- ريان غوميز على موقع كلية كرة السلة في سبورتس رفرنس.كوم (الإنجليزية)
- ريان غوميز على موقع ريلجم (الإنجليزية)
- ريان غوميز على موقع بروبوليرز (الإنجليزية)
- ريان غوميز على موقع سبورتس رفرنس (الإنجليزية)